# Cameron Dummigan
Cameron Dummigan (ur. 2 czerwca 1996 w Lurgan) – północnoirlandzki piłkarz występujący na pozycji obrońcy w Burnley.